# Eurhopalothrix dubia
Eurhopalothrix dubia är en myrart som beskrevs av Taylor 1990. Eurhopalothrix dubia ingår i släktet Eurhopalothrix och familjen myror. Inga underarter finns listade i Catalogue of Life.